# Literatura niemieckojęzyczna
Pod terminem literatura niemieckojęzyczna należy rozumieć dzieła literackie, które zostały napisane w języku niemieckim.
Należą więc do niej literatury narodowe Niemiec, Austrii, Szwajcarii oraz innych obszarów niemieckojęzycznych.
Do literatury zalicza się również dzieła literaturoznawcze, historiograficzne, socjologiczne, filozoficzne, a także dzienniki oraz korespondencję listowną.
Początek i koniec każdej epoki literackiej są trudne do uchwycenia. Epoki zostały tutaj uporządkowane (w miarę możliwości) według ich początku. W ten sposób uwypuklone zostają zależności między poszczególnymi epokami.

## Historia

### Wczesne średniowiecze (około 750–1100)

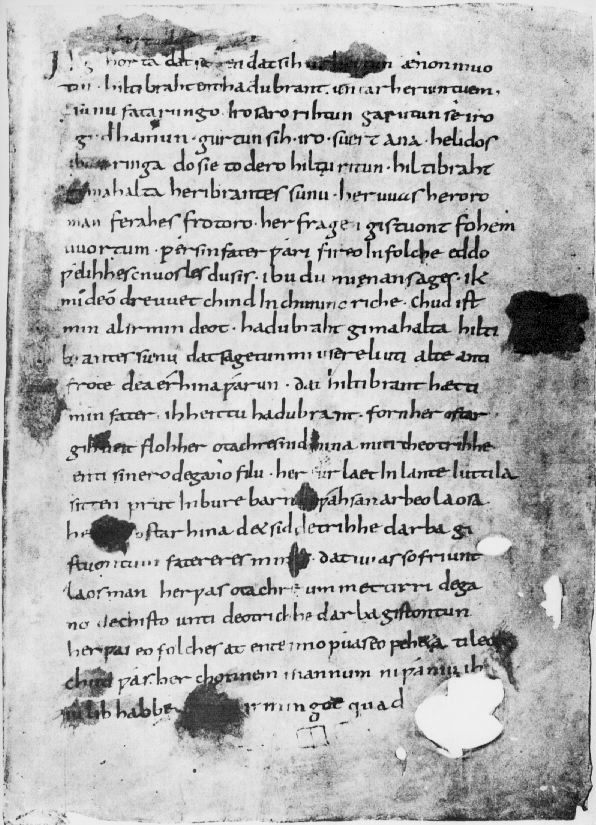
Pieśń o Hildebrandzie

Literatura we wczesnym średniowieczu była przekazywana ustnie, dlatego do dzisiejszych czasów dotrwała jedynie jej bardzo niewielka część. Przelanie wiedzy na papier oznaczało wówczas równocześnie tłumaczenie na łacinę (np. praw plemiennych). Istniała tradycja arystokratycznego przekazu historycznego: pieśni bohaterskie (niem. Heldenlieder), pieśni-opowiadania (niem. Erzähllieder), nagrody książęce (niem. Fürstenpreis), folklor poetyczny (pieśni taneczne, miłosne, żałobne, zaklęcia). Tylko przypadkowi zawdzięcza się fakt, że środowiska klasztorne spisały część utworów tej kultury. Przykładem są Zaklęcia Merseburskie (spisane w X wieku), dwie germańskie formuły zaklęcia, które uważane są jednocześnie za jedyne pisemne świadectwo religijności pogańskiej na obszarach niemieckojęzycznych. Wartościowym świadectwem germańskiej literatury bohaterskiej jest Pieśń o Hildebrandzie (IX wiek).
Najstarsze staro-wysoko-niemieckie świadectwa piśmiennne pochodzą z VIII wieku i należy je traktować pod całkowicie innym kątem kulturoznawczym: chodzi głównie o wykorzystanie języka ludowego jako narzędzia misyjnego i pomoc w zrozumieniu tekstów łacińskich (np. glos). Literacka samoświadomość wytworzyła się na gruncie łacińskiej literatury epickiej także w obrębie literatury klasztornej spisywanej w języku ludowym. Dobrymi przykładami są dwie epopeje biblijne z IX wieku: starosaksoński i aliteracyjny Heliand (IX wiek) i napisany za pomocą rymów końcowych Ewangeliarz (około 870 roku) Otfrieda von Weißenburg (około 800 – około 870). Około roku 1000 Notker III (około 950–1022) przełożył na język staro-wysoko-niemiecki filozoficzne teksty antyczne, opatrując je komentarzem. Uważa się go za pierwszego wielkiego prozaika niemieckiego.
W XI wieku powstawały przede wszystkim rymowane teksty religijne mające najczęściej charakter budujący i pouczający zapisane we wczesnej postaci języka średnio-wysoko-niemieckiego. Przedstawienia zbawienia np. Ezzolied (Pieśń Ezzo, około 1077), epika biblijna Starego i Nowego Testamentu (Księga Rodzaju, Księga Wyjścia, żywot Jezusa Chrystusa), dogmatyczne przedstawienia, poezja eschatologiczna i maryjna ukształtowały pierwszy okres literatury duchownej, która charakteryzowała się naukami skierowanymi do osób świeckich, wywodzących się ze szlacheckich środowisk.

### Dojrzałe średniowiecze (około 1100–1250)

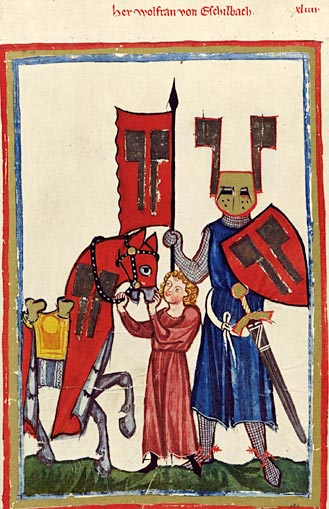
Wolfram von Eschenbach

Około połowy XII wieku doszło do pod wieloma względami głębokich zmian w kulturze obszaru niemieckojęzycznego. Tematy i formy literackie stały się bardziej różnorodne – popularyzacja pisemnej literatury spowodowała, że objęła ona tematykę, która była wcześniej uznawana za niegodną spisania (poezja dworska, zabawne opowiadania). Także literatura religijna wykazywała zainteresowanie jednostką ludzką i jej życiorysem, np. w legendach takich jak powstały w drugiej połowie XII wieku Tundalus mnicha Albera czy napisany przed rokiem 1170 Servatius Heinricha von Veldeke.
W połowie XII wieku nabrała też znaczenia, uważana za literaturę mającą bardziej świecki charakter, proza historyczna. Najważniejszym dziełem tego nurtu w tym czasie była powstała przed rokiem 1150 Kronika cesarska, która liczyła około 17 000 wersów i która w epizodach opowiada historię cesarstwa rzymskiego od założenia Rzymu do czasów panowania Konrada III. Z kolei przeniesiona na grunt języka niemieckiego przez klechę Konrada między rokiem 1075 a 1110 Pieśń o Rolandzie opowiada o walce Karola Wielkiego z Saracenami w Hiszpanii oraz o śmierci Rolanda na skutek zdrady. Pieśń o Rolandzie jest jednym z pierwszych utworów napisanych pod wyraźnym wpływem literatury francuskiej i jej form; literatura ta odegra jeszcze ważną rolę w literaturze niemieckiej następnych stuleci.
W dziesięcioleciach po roku 1150 nastąpił okres rozkwitu literatury w niemieckim obszarze kulturowym. Na pojedynczych dworach arystokracji feudalnej zaczęto uprawiać tzw. monodię świecką. Do jej najważniejszych przedstawicieli należeli Heinrich von Morungen (przełom XII i XIII wieku), Reinmar (przełom XII i XIII wieku) i Walther von der Vogelweide (około 1170 – około 1230). Dziełem, które zapoczątkowało dworską epikę, była Powieść o Eneaszu (skończona 1187/89) Heinricha von Veldeke, który ukończył swoje dzieło około roku 1185. Później powstawały liczne, pisane na wzór francuski epopeje dworskie w języku średniowysokoniemieckim. Do najbardziej znanych należą Erec (powstała między rokiem 1185 a 1205) i Iwein (powstała około roku 1200) Hartmanna von Aue (ur. ok. 1170, zm. po 1210), Tristan i Izolda (powstała około roku 1210) Gottfrieda von Straßburg (zm. ok. 1215) oraz Parzival (powstała w pierwszej połowie XIII wieku) Wolframa von Eschenbach (ok. 1160/80, zm. ok. 1220). Do tej tradycji natomiast nie wpisuje się anonimowa epopeja bohaterska z przełomu XII i XIII wieku – Pieśń o Nibelungach.

### Późne średniowiecze (około 1250–1500)
Wynalezienie pod koniec średniowiecza druku za pomocą ruchomych czcionek przez Johannesa Gutenberga było wydarzeniem rewolucyjnym. Wreszcie można było zastąpić pergamin tańszym papierem. Na przełomie średniowiecza i nowożytności w niemieckiej literaturze powstało dzieło Johannesa von Tepla (ok. 1350–1414) pod tytułem Rolnik z Bohemii (ok. 1401).
W czasach poprzedzających Reformację ukazało się 18 drukowanych wydań Pisma Świętego w języku niemieckim (14 w wysokoniemieckim i 4 w dolnoniemieckim). Pierwszym była Biblia Mentelina z 1466, a najbardziej okazałym graficznie wydaniem okazała się Biblia Germanica z 1483.

### Wczesna nowożytność (humanizm i reformacja; około 1450–1600)

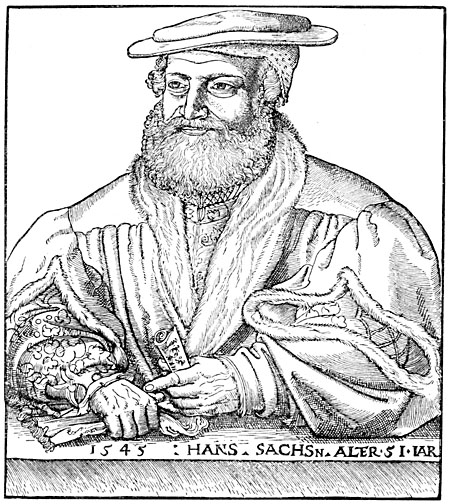
Hans Sachs

Na terenach niemieckich w szybkim tempie rozpowszechnił się w pochodzący z Włoch humanizm – renesansowy kierunek myśli filozoficznej, kulturowej i moralnej. Skupiono się głównie na osiągnięciach antyku. Wybitnymi przedstawicielami humanizmu byli Erazm z Rotterdamu (1469–1536) i Johannes Reuchlin (1455–1522), piszący jednak w łacinie i niemający większego wpływu na współczesny im świat uczonych. Bardziej znani byli wówczas np. autor buntowniczych wierszy Ulrich von Hutten (1488–1523) czy autor niezwykle popularnego jak na swoje czasy dzieła Narrenschiff (1494, Statek błaznów) Sebastian Brant (1458–1521).
Najbardziej wymiernym w skutkach okazał się ruch religijny i społeczny zapoczątkowany przez Marcina Lutra (1483–1546) zwany reformacją. Luter wiedział, jak rozpowszechniać swoje myśli za pomocą języka ludowego. Najważniejszym wydarzeniem w niemieckim obiegu książek w XVI wieku było z pewnością wydanie przekładu Biblii Lutra na język niemiecki – NT w 1522, a pełny przekład w 1534. Ten przekład wniósł ogromny wkład w rozwój współczesnego języka niemieckiego tamtych czasów.
Obok humanizmu i reformacji godne wspomnienia są również meistersang, facecja i sztuki karnawałowe, reprezentowane przez Hansa Sachsa (1494–1576) i Jörga Wickrama (ok. 1505 – przed 1562). Kolejnym wielkim autorem XVI wieku jest Johann Fischart (1546–1590). Jego główne dzieło to Affentheurlich Naupengeheurliche Geschichtklitterung (1575, tytuł nieprzetłumaczalny).
Jednym z najbardziej rozpowszechnionych gatunków literackich tamtego okresu była książka ludowa. Powstawała w sposób anonimowy i była bardzo popularna ze względu na swoją tematykę. Do najważniejszych książek ludowych zalicza się dzieło Historia von D. Johann Fausten (1587) i opowiadania krążące wokół obszaru tematycznego związanego z Dylem Sowizdrzałem (Till Eulenspiegel).
Anton Praetorius (1560–1613) w roku 1598 pod pseudonimem Johannes Scultetus wydał dzieło pod tytułem Dokładne sprawozdanie o czarodziejstwie i czarodziejach. W roku 1602 wydał to dzieło drugi raz pod swoim nazwiskiem.

### Barok (około 1600–1720)
W baroku dokonał się silniejszy zwrot w kierunku dzisiejszego języka niemieckiego. Na charakter epoki wpływały silnie podziały religijne i wojną trzydziestoletnia (1618–1648). Zakres zjawisk literatury barokowej jest bardzo szeroki: od literatury dworskiej po powieści ludowe, od naśladowania wzorców antycznych po lirykę osobistą, od radości z życia po memento mori. Powstaje literatura okolicznościowa.

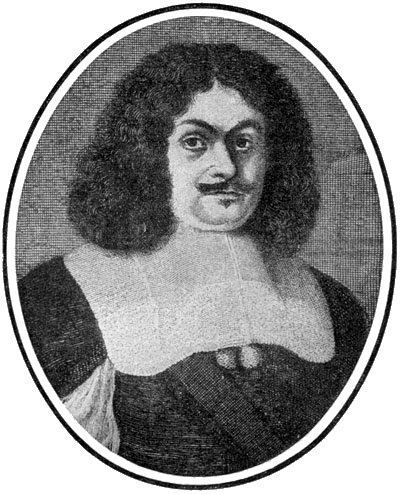
Andreas Gryphius

W epoce baroku założono wiele towarzystw literackich i językowych. Najbardziej znane było Fruchtbringende Gesellschaft (Towarzystwo Owocodajne). Martin Opitz (1579–1639) w swojej książce teoretycznoliterackiej Buch von der deutschen Poeterey (1624, Księga niemieckiej poezji) zalecił aleksandryn dla niemieckojęzycznej liryki, który na długo pozostawał najważniejszym wersem. Z opóźnieniem dołączył do niemieckiej literatury również petrarkizm. Przedstawicielami tego nurtu byli przykładowo uczniowie Opitza Paul Fleming (1609–1640) i Simon Dach (1605–1659).
Do najważniejszych gatunków liryki barokowej zalicza się sonet, odę i epigramat. Lirykę można ogólnie podzielić na lirykę religijną, na ogół ewangelicką i świecką. Autorem liryki religijnej byli m.in. Friedrich Spee von Langenfeld (1607–1676), Angelus Silesius (1624–1677) i mistyk Jakob Böhme (1617–1679). Spośród pisarzy koncentrujących się na tematyce świeckiej należy wymienić Andreasa Gryphiusa (1616–1664), jak i Christiana Hoffmanna von Hoffmannswaldau (1617–1679).
Dramat barokowy miał wiele obliczy: z jednej strony istniał łaciński teatr jezuitów, który był rozpowszechniony przede wszystkim na terenach południowych i w rejonach, gdzie dominował katolicyzm. Jako że widzowie nie rozumieli tego języka, stawiano przede wszystkim na efekty wizualne. Podobnie przedstawiała się sytuacja w wypadku teatrów wędrownych, które pochodziły początkowo z zagranicy. Opera barokowa i dramat dworski posiadały inne grupy odbiorców. Opera była ceniona bardzo wysoko, gdyż należała do tzw. sztuki całościowej (Gesamtkunstwerk), połączenia śpiewu i, jak na tamtą epokę, dość rozbudowanych efektów wizualnych. W dramacie dworskim obowiązywała klauzula stanowa. Autorami dramatów dworskich byli np. Daniel Casper von Lohenstein (1635–1683) i Gryphius ze swoimi komediami i tragediami (Carolus Stuardus, 1657).
Do powieści barokowych zalicza się powieść pasterską (Schäferroman), powieść państwową (niem. Staatsroman), dworską powieść rycerską (niem. höfisch galanter Roman) i najbardziej wpływową powieść łotrzykowską lub pikareskę. Najważniejszą powieścią łotrzykowską niemieckiej literatury barokowej są Przygody Simplicissimusa (1668) Hansa Jakoba Christoffela von Grimmelshausen (1625–1676). Akcja tej powieści rozgrywa się w czasach niszczycielskiej wojny trzydziestoletniej.

### Oświecenie (około 1720–1785)

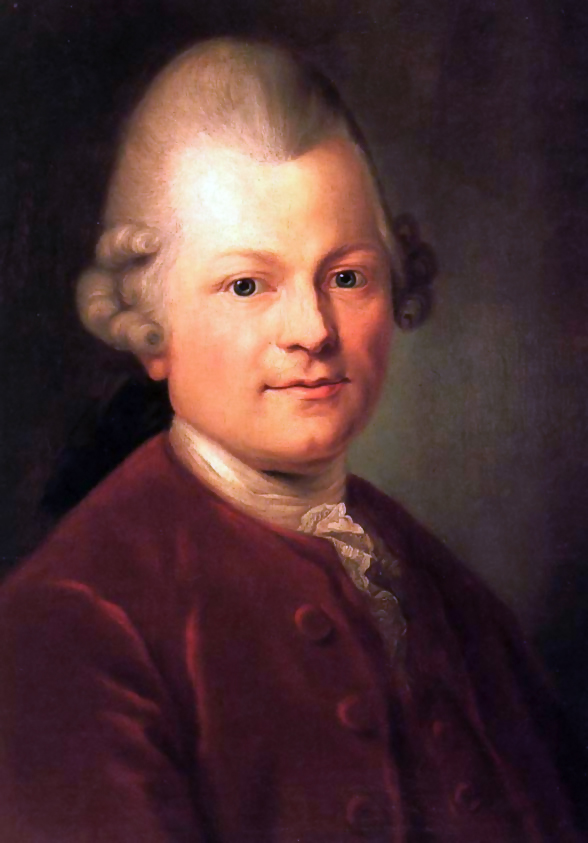
Gotthold Ephraim Lessing

Już w 1687 roku Christian Thomasius (1655–1728), „ojciec niemieckiego oświecenia”, prowadził swoje wykłady w języku niemieckim, a nie, jak to bywało dotąd, po łacinie. Do filozofów wczesnego oświecenia zalicza się Christiana Wolffa (1679–1754) i Gottfrieda Wilhelma Leibniza (1646–1716). Najważniejszym pisarzem wczesnej fazy tego okresu był autor bajek Christian Fürchtegott Gellert (1715–1769). Jednak najważniejszą postacią życia literackiego tych czasów niewątpliwie był Johann Christoph Gottsched (1700–1766). W swoich pracach teoretycznych, a w szczególności w Versuch einer critischen Dichtkunst (1730) (Próba krytycznej poetyki), wzorował się na klasycznym francuskim dramacie, zachowując klauzulę stanową. Polemikę prowadzili z nim Szwajcar Johann Jakob Bodmer (1698–1783) i Johann Jakob Breitinger (1701–1776), którzy sprzeciwiali się przecenianiu roli racjonalności w literaturze.
Autorów wczesnego oświecenia można również zaliczyć do późnego baroku. Jest to dobry przykład na nieprecyzyjność podziału na epoki literackie. Najważniejszymi takim autorami o dwojakiej przynależności byli poeci Johann Christian Günther (1695–1723) oraz Barthold Heinrich Brockes (1680–1747). Obydwóch można zaliczyć zarówno do późnego baroku, jak i wczesnego oświecenia.
Obok oświecenia wytworzyły się też prądy literackie, które w szczególny sposób eksponowały ludzkie uczucia. Zalicza się do nich m.in. literaturę rokoko Friedricha von Hagedorna (1708–1754), Ewalda Christiana von Kleista (1715–1759), Salomona Gessnera (1730–1788) i innych.
Wzorem dla całej generacji stał się Friedrich Gottlieb Klopstock (1724–1773) ze swoją epopeją Mesjasz (1748–1773), opływającą w uczuciach i różnorakich stanach duchowych. Klopstock jest zaliczany do kierunku literackiego zwanego „Empfindsamkeit” („Czułość”).
Wyznacznikiem stylu w prozie był Christoph Martin Wieland (1733–1813), autor powieści wychowawczej (niem. Bildungsroman) Historia Agatona (1766/94, Geschichte des Agathon, wydanie polskie 1844), w której wymieszane są elementy charakterystyczne dla rokoko z myślami oświeceniowymi.
Późne oświecenie w literaturze niemieckiej jest nie do pomyślenia bez Gottholda Ephraima Lessinga (1729–1781). Jego twórczość obejmuje prace teoretyczne (Laokoon, 1766, wydanie polskie 1962), krytykę literacką – wraz z Friedrichem Nicolaiem (1733–1811) i Mosesem Mendelssohnem (1729–1786) – oraz szereg ważnych dramatów. Dziełem najbardziej przenikniętym duchem oświeceniowym jest jego Natan Mędrzec (1779, wystawienie polskie 1877), w którym na przykładzie pokazuje się, iż wartość danego człowieka nie jest przywiązana do przypadkowych etykiet, wyznania lub też przynależności narodowej.

### Sturm und Drang(Okres burzy i naporu; około 1765–1785)

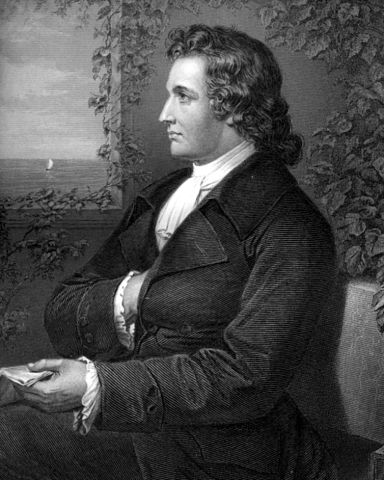
Johann Wolfgang von Goethe

Reakcją młodego pokolenia na oświecenie, które odczuwane było jako nałożenie ciasnego, bezuczuciowego kaftana, był krótki okres Sturm und Drang – nazwa pochodzi od tytułu dramatu Friedricha Maximiliana Klingera (1752–1831) Sturm und Drang (1776), który można przetłumaczyć jako Burza i napór. W ruchu tym uczestniczyli na ogół młodzi mężczyźni, którzy sprzeciwiali się tyranii w jej wszelkich odmianach, nie tolerując również narzucania sobie woli w kwestiach kulturowych. „Geniusz” nie jest skrępowany regułami – takie było ich przekonanie. Pisali na temat zajmujących ich problemów, dając pierwszeństwo teraźniejszości przed antykiem.

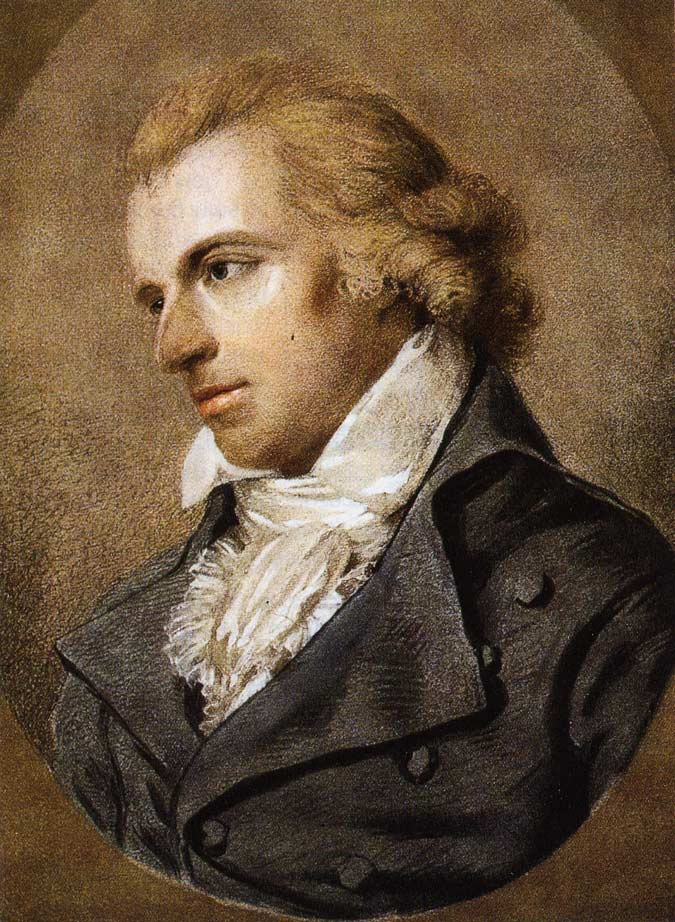
Friedrich Schiller

Johann Wolfgang von Goethe (1749–1832) w powieści epistolarnej Cierpienia młodego Wertera (1774) ukazuje człowieka, który umiera na skutek nieszczęśliwej miłości do kobiety. W dramacie Zbójcy (1781) Friedricha Schillera (1759–1805) młody człowiek buntuje się przeciwko swemu ojcu i zwierzchności. Dramaty Jakoba Lenza (1759–1805) ukazują uciążliwą sytuację młodych intelektualistów (np. Der Hofmeister, 1774, pol. Rządca). Obok dramatów ważną rolę odgrywała w tym okresie również liryka, jako że dzięki niej można było wyrazić emocje i patos.
Okres Burzy i naporu nie był jednak zbyt długim epizodem i w wyniku losów oraz ewolucji poglądów jego przedstawicieli zaniknął – Schiller i Goethe zostali założycielami niemieckiej klasyki, zaś Lenz, straciwszy zdolność do pisania, umarł w samotności.

### Klasyka weimarska (około 1786–1805)
Początek klasyki weimarskiej często wiązany jest z podróżą Goethego do Włoch w roku 1786. Znamienna jest jego ścisła współpraca z Friedrichem Schillerem w tym okresie, która została dopiero przerwana przez śmierć tego drugiego w roku 1805. Okres Burzy i naporu był już w tym czasie dla obu przeszłością. Kolejnym wyzwaniem dla tej nietypowej pary pisarzy stał się ideał humanistyczny. W utworach z tego okresu autorzy częściowo wzorowali się na tematyce i wzorcach antycznych, która to postawa w literaturoznawstwie określana jest mianem klasycyzmu. Samo określenie „klasyka” w drugim znaczeniu nadaje dodatkowe pozytywne zabarwienie nazwie epoki.

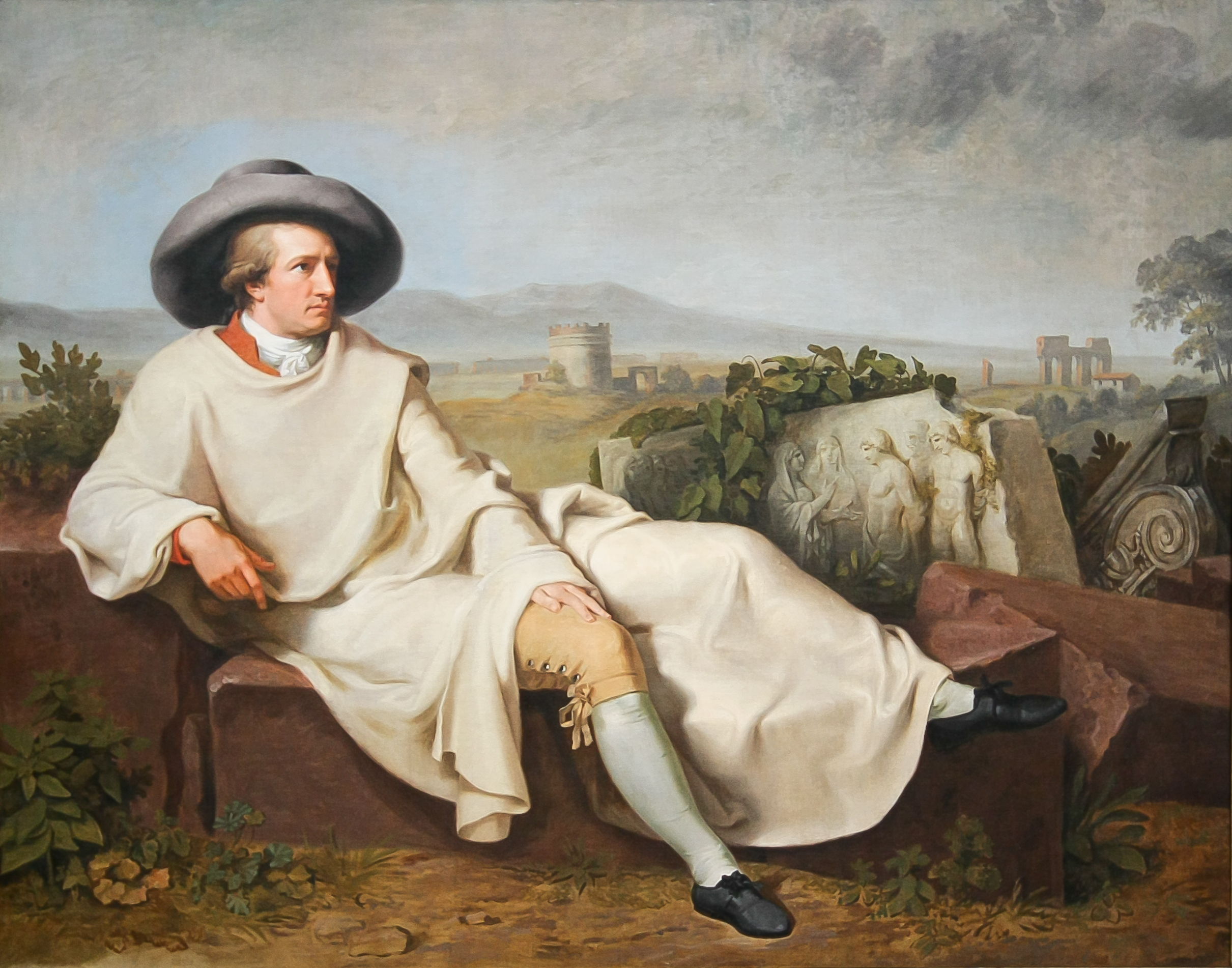
Goethe we Włoszech

Dramat Goethego pt. Ifigenia w Taurydzie (1787, wyd. pol. 1833) traktuje o przezwyciężeniu uprzedzeń i jest przykładem humanistycznego ideału klasyki. Najważniejszym „klasycznym” dziełem Goethego jest Faust (1808), który doczekał się kontynuacji w roku 1832. Sam Goethe jest pisarzem trudnym do jednoznacznego zaklasyfikowania i jego wczesne oraz późne utwory nie zaliczają się do klasyki.
Drugim wielkim pisarzem klasyki weimarskiej był Friedrich Schiller. Był autorem dzieł teoretycznych np. Über die naive und sentimentalische Dichtung (1795, O literaturze naiwnej i sentymentalnej). Także w liryce podejmował kwestie filozoficzne (np. w Spacerze, oryg. tytuł Der Spaziergang, 1795). Schiller był autorem licznych ballad i dramatów historycznych (m.in. cyklu o Wallensteinie, 1799).
Inni autorzy, którzy zaliczani są czasami do klasyki, jak np. Karl Philipp Moritz (1757–1793) lub Friedrich Hölderlin (1770–1843), uznawani są za pionierów romantyzmu. Zawierająca elementy autobiograficzne powieść Anton Reiser (1785–1790) Karla Philippa Moritza uważana jest za pierwszą powieść psychologiczną w języku niemieckim, a hymny Hölderlina do dzisiaj są niedoścignionym wzorem w swoim gatunku.
Do klasyki w węższym znaczeniu należą Jean Paul (1763–1825), autor głównie satyrycznych powieści, i Heinrich von Kleist (1777–1811), często sięgający po temat indywiduum zmagającego się ze społecznymi przymusami, która to walka często prowadzi do destrukcji jednostki (np. w noweli Michael Kohlhaas, 1808).

### Romantyzm (około 1799–1835)
Epoka romantyzmu dzielona jest najczęściej na następujące podokresy: wczesny romantyzm, dojrzały romantyzm, późny romantyzm i postromantyzm; dokonanie podziału czasowego i podziału według autorów nie jest proste. Z literaturoznawczej perspektywy podokresem obfitującym w najciekawsze wydarzenia jest wczesny romantyzm.

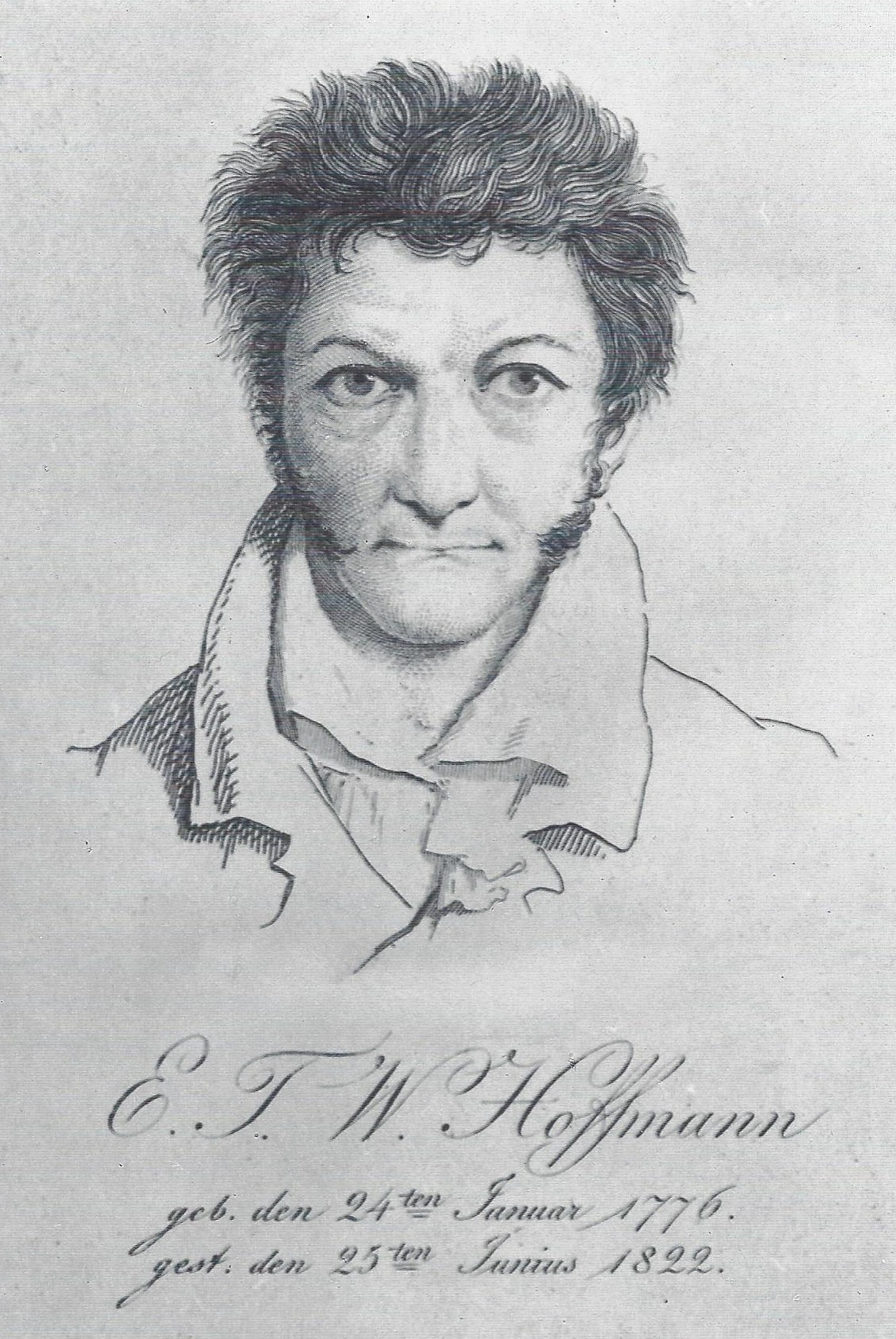
E.T.A. Hoffmann – autoportret

W pierwszym okresie charakterystyczne jest odrzucenie wielu starych konwencji. Wśród autorów o takim nastawieniu byli zaprzyjaźnieni z sobą Ludwig Tieck (1773–1853), Wilhelm Heinrich Wackenroder (1773–1798), Friedrich von Hardenberg (1772–1801), znany pod pseudonimem Novalis, oraz bracia August Wilhelm (1767–1845) i Friedrich (1772–1829) Schleglowie. Jednym z ważniejszych środków było mieszanie w jednym utworze wielu gatunków literackich, m.in. wierszy, ballad i krótkich bajek; przy czym autorzy ci wielokrotnie odwoływali się do dzieł Goethego (Cierpienia młodego Wertera, Lata nauki Wilhelma Meistra).
Teoretycznym odpowiednikiem tych dzieł w liryce była „progresywna poezja uniwersalna”, która nie tylko wiązała nawet najbardziej różniące się od siebie gatunki literackie i dziedziny wiedzy, ale która także zawierała w sobie również elementy samokrytyki i przemyślenia na swój własny temat. Jednym z ważniejszych środków wyrazu tejże „poezji refleksyjnej” była ironia, która uwypuklała, iż stan idealny, uzewnętrzniany dzięki sztuce tworzonej przez zastosowanie klasycznych teorii, jest wyzuty z wszelkich ludzkich wyobrażeń, i że nie można ufać obrazom, za pomocą jakich artyści próbują wprowadzić wspomniany stan. Innym cenionym przez romantyków środkiem literackiego wyrazu były krótkie formy prozatorskie, w których sztuka zastanawiała się nad własnym „niepowodzeniem”, odcinając się od klasycznej koncepcji harmonicznie domkniętego dzieła, będącego odzwierciedleniem ideału doskonałości.
Za przedstawicieli dojrzałego romantyzmu uważani są Ludwig Achim von Arnim (1781–1831) i Clemens Brentano (1778–1842). Wydali oni zbiór niemieckich pieśni ludowych noszący tytuł Cudowny róg chłopca (niem. Des Knaben Wunderhorn). I to ich żona i siostra Bettina von Arnim (1785–1859) przyczyniła się wydanym w roku 1835 tomem Korespondencja listowna Goethego z dzieckiem do popularyzacji Goethego w Niemczech. Do romantyzmu zalicza się także, znanych jako bracia Grimm, Jacoba i Wilhelma Grimm (wydawców słynnego zbioru bajek ludowych).
Najbardziej znanym autorem późnego romantyzmu jest E.T.A. Hoffmann (1776–1822), który za pomocą takich opowiadań jak Kota Mruczysława poglądy na życie... (niem. Lebensansichten des Katers Murr..., 1820) oraz Der Sandmann (Piaskun) w psychologiczny sposób odwraca romantyczną ironię, przygotowując w ten sposób grunt pod bardziej nowoczesną i już mniej idealistyczną poetykę. Do późnego romantyzmu zalicza się również poetę Josepha von Eichendorffa (1788–1857).

### Biedermeier i okres przedmarcowy (około 1830–1850)

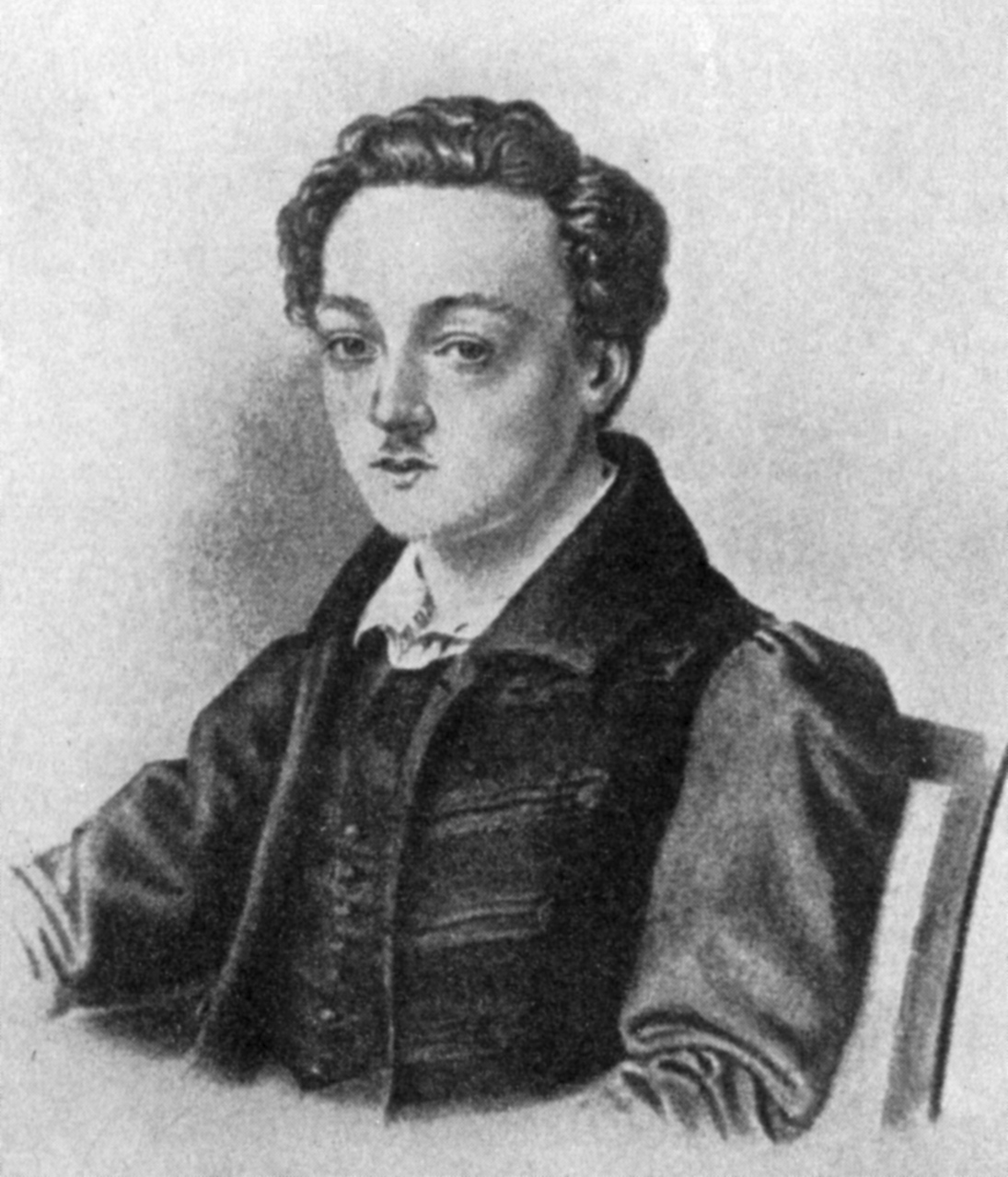
Georg Büchner

Prądy literackie między epokami klasyki i romantyzmu z jednej strony i mieszczańskim realizmem z drugiej nie dają się sklasyfikować w ramach jednej jednolitej epoki. Przy klasyfikacji autorów i utworów z tego okresu używa się nazw historycznych i kulturowych okres przedmarcowy i biedermeier.
Autorzy zaliczający się do okresu przedmarcowego byli zaangażowani politycznie i przyczynili się do rozkwitu poezji politycznej. Wielu z nich należało do luźnego kręgu grupy literackiej Młode Niemcy, m.in. Georg Herwegh (1817–1875), Heinrich Laube (1806–1884), Karl Gutzkow (1811–1878) i Ferdinand Freiligrath (1810–1876). W podobnym duchu tworzyli również Heinrich Heine (Z podróży po Harzu, tytuł oryginału Die Harzreise; Niemcy: baśń zimowa, tytuł oryginału Deutschland. Ein Wintermärchen), Ludwig Börne (1786–1837) i zmarły w młodym wieku Georg Büchner.
Autorzy tworzący utwory o mniej realistycznym charakterze od przedstawicieli okresu przedmarcowego bywają przyporządkowywani do prądu literackiego o nazwie biedermeier. Za jego przedstawicieli uznawani są przede wszystkim poeci tacy jak: Nikolaus Lenau (1802–1850), Eduard Mörike (1804–1875), Friedrich Rückert (1788–1866) i August von Platen (1796–1835). Godni wspomnienia prozaicy to Annette von Droste-Hülshoff (1797–1848) (Die Judenbuche, pol. Żydowski buk), Adalbert Stifter (1805–1868), Jeremias Gotthelf (1797–1854) i bajkopisarz Wilhelm Hauff (1802–1827).
Do biedermeiera zaliczani bywają też austriaccy dramatopisarze Franz Grillparzer (1791–1872), Johann Nepomuk Nestroy (1801–1862) i Ferdinand Raimund (1790–1836). Grillparzer pisał tragedie w duchu klasyki weimarskiej, a Nestroy i Raimund reprezentowali wiedeński dramat ludowy.

### Realizm poetycki (1848–1890)
Autorzy poetyckiego i mieszczańskiego realizmu unikali w swoich dziełach głównych problemów społeczno-politycznych epoki, koncentrując się na opisywaniu małych ojczyzn z ich krajobrazami i ludźmi. W centrum wszystkich pisanych w tym nurcie powieści, dramatów i wierszy stoi pojedynczy człowiek, indywiduum. Często stosowanym środkiem literackiego wyrazu w wielu dziełach poetyckiego realizmu była ironia, pozwalająca na zachowanie dystansu do „nieznośnych” i „oburzających” elementów rzeczywistości. Ironia ta wytykała wprawdzie pojedyncze błędy i słabe elementy systemu społecznego, ale nigdy nie krytykowała systemu jako całości.

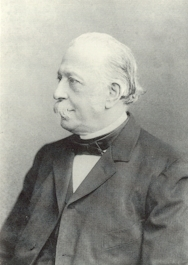
Theodor Fontane

Preferowanym gatunkiem literackim była początkowo nowela np. Das Amulett (Amulet) Szwajcara Conrada Ferdinanda Meyera (1825–1898) i Jeździec na siwym koniu (niem. Schimmelreiter) Theodora Storma (1817–1888). Jedynym godnym wspomnienia dramaturgiem tego okresu pozostaje Friedrich Hebbel (1813–1863) (Maria Magdalena, 1844, wydanie polskie pod tym samym tytułem 1905). Do noweli dołączyła później jeszcze powieść. Tutaj należy wymienić przede wszystkim Gustava Freytaga (1816–1895) i Wilhelma Raabe (1831–1910).
Dwoma tytanami mieszczańskiego realizmu byli Szwajcar Gottfried Keller (1819–1890) i Theodor Fontane (1819–1898). Keller był autorem opowiadań (Romeo i Julia na wsi, tytuł oryginału Romeo und Julia auf dem Dorfe) i powieści edukacyjnych (Zielony Henryk, 1854, druga wersja 1880, wydanie polskie 1955; tytuł oryginału Der grüne Heinrich). Fontane, pracujący początkowo jako dziennikarz, był autorem takich znanych powieści jak Pani Jenny Treibel (1893, tytuł oryginału Frau Jenny Treibel) czy Effi Briest (1895, wydanie polskie pod tym samym tytułem 1974). Charakterystyczne dla jego dzieł było stopniowe poszerzanie pola widzenia od głównego bohatera na całe społeczeństwo.
W Austrii można obserwować tendencje do opisywania małych ojczyzn w ramach motywów wiejskich występujących u Marie von Ebner-Eschenbach (1830–1916), Ludwiga Anzengrubera (1839–1889) i już po definitywnym zakończeniu epoki u Petera Roseggera (1843–1918).

### Naturalizm (1880–1900)

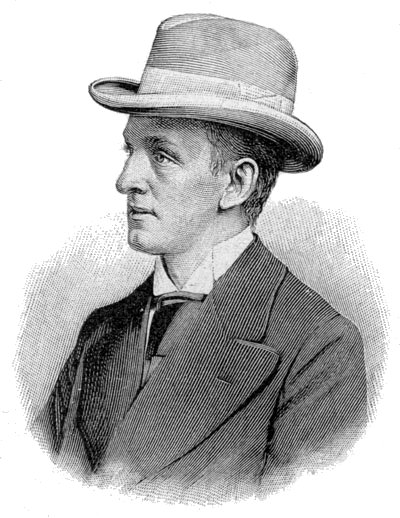
Gerhart Hauptmann

Naturalizm był kierunkiem w sztuce i literaturze, w którym chciano ukazać wszystkie bez wyjątku panujące stosunki społeczne. Co jeszcze w połowie wieku było dla realistów tematem tabu, teraz stanęło nagle w centrum uwagi. Wycinki rzeczywistości miały być oddawane w jak najwierniejszy sposób, bez oglądania się na tradycyjne granice tzw. „dobrego smaku” i mieszczańskich koncepcji odnośnie do sztuki. Jedną z nowości było wprowadzenie do utworów języka potocznego, gwary, dialektów. Indywidualny bohater nie pozostawał już dłużej w centrum uwagi opowiadań i dramatów. Ważne stały się także czynniki, które go determinowały, jak np. kolektyw, pochodzenie, środowisko, czas historyczny.
Inaczej niż w rosyjskiej i francuskiej literaturze na niemieckim obszarze językowym brak znaczącej powieści naturalistycznej. Arno Holz (1863–1929) razem z Johannesem Schlafem (1862–1941) tworzyli lirykę i krótką prozę (Papa Hamlet, 1889). Znane jest równanie Holza: Sztuka = Natura – x, przy czym x powinno w miarę możliwości dążyć do zera. Sztuka powinna być zatem niczym innym jak odzwierciedleniem rzeczywistości. Bardziej znaczący jest wkład Gerharta Hauptmanna (1862–1946), który zdobył międzynarodowe uznanie dzięki takim dramatom jak Tkacze (1892, wydanie polskie 1905). Na obrzeżach naturalizmu tworzył także Frank Wedekind (1864–1918). Jego dramat Przebudzenie się wiosny (Frühlings Erwachen, 1891, wydanie polskie 1907) wyróżnia się elementami charakterystycznymi dla literatury końca wieku.

### Od przełomu wieku do roku 1933
Wraz z naturalizmem i symbolizmem nastaje okres zwany klasycznym modernizmem. Charakteryzuje się on mnogością stylów oraz współistnieniem różnych prądów. Większość autorów da się przyporządkować do przynajmniej jednego z tych kierunków.
Szczególnie ważne w klasycznym modernizmie stało się określenie awangarda. Tendencje awangardowe rozpoczęły się w XIX wieku wraz z francuskim symbolizmem i takimi poetami jak Stéphane Mallarmé, Charles Baudelaire i Arthur Rimbaud. Awangarda była antymieszczańsko nastawioną literaturą, kładącą nacisk na różnorakie nowinki. Szczytowym okresem rozwoju awangardy był dadaizm, który swoją nonsensowną literaturą wprawiał w osłupienie tradycyjnie wykształconą klasę mieszczańską. Na kształt literatury awangardowej wpływały również surrealizm i futuryzm. Rozwój wszystkich wymienionych prądów literackich został w Niemczech zahamowany przez rozwój sytuacji politycznej (reżim nazistowski), a w Europie przez II wojnę światową.

#### Symbolizm
Jednym z początkowych nurtów o charakterze awangardowym w obszarze niemieckojęzycznym był symbolizm. Najważniejszymi jego przedstawicielami byli Stefan George (1868–1933), Hugo von Hofmannsthal (1874–1929) i Rainer Maria Rilke (1875–1926), przy czym u Hofmannsthala i Rilkego stanowił on tylko fazę przejściową i nie był głównym nurtem w ich dziele. Program symbolizmu był zupełnie odmienny od programu naturalizmu. Liryka symbolistyczna była elitarna i kładła duży nacisk na piękno i formę. Kierunkiem pokrewnym symbolizmowi była secesja, a cały okres przełomu wieku XIX i XX w sztuce jest nazywany Fin de siècle i łączył wiele różnych idei artystycznych (jak np. impresjonizm, symbolizm, secesja, neoromantyzm etc.)
Centrami niemieckiej literatury były wówczas Berlin, Wiedeń, Monachium oraz Praga. Wykształciły się także pojęcia modernizm berliński i modernizm wiedeński.

#### Epika tradycyjna
Równolegle do prądów antytradycyjnych powstawały dzieła pisane prozą, które sięgały do starych form, rozwijając je. Tutaj należałoby wymienieć Rainera Marię Rilkego z jego powieścią Pamiętniki Malte-Lauridsa Brigge (1910), Heinricha Manna (1871–1950) (którego wczesna twórczość uznawana jest za zapowiedź ekspresjonizmu), Thomasa Manna (1875–1955), Hermanna Brocha (1886–1951), Roberta Musila (1880–1942), Franza Kafkę (1883–1924) i Hermanna Hessego (1877–1962).

#### Heimatkunst(sztuka małych ojczyzn, sztuka regionalna)
Sztuka Heimatkunst była prądem literackim na terenach niemieckojęzycznych od około 1890 do 1910 r. i stanowiła bezpośrednią kontynuację naturalizmu. Głównym propagatorem tego ruchu literackiego był Adolf Bartels, który użył określenia Heimatkunst po raz pierwszy w 1898 w artykule w czasopiśmie Der Kunstwart. Wspólnie z Friedrichem Lienhardem propagował nowe poglądy literackie w wydawanym w Berlinie czasopiśmie Heimat.
Nowy ruch miał przesunąć ciężar utworów literackich z tematów związanych z wielkimi miastami do tematów dotyczących małych wsi i ludowości. Bardzo szeroki zakres znaczeniowy określenia Heimat obejmował nie tylko życie wiejskie, ale również życie miejskie, gdyż Heimat to ojczyzna w szerokim tego słowa rozumieniu. Podobnie jak naturalizm, z którego nowy prąd zaczerpnął kilka technik, sztuka Heimatkunst nie opiewała wyłącznie miłości do Heimatu, ale stawiała sobie również ambitny cel jego krytykowania, co jednak nie zawsze udawało się w dostatecznym stopniu. Konserwatywna, antymodernistyczna postawa czyniła z niej zapowiedź narodowosocjalistycznej literatury zwanej Blut-und-Boden-Dichtung (literatura krwi i ziemi).

#### Ekspresjonizm (około 1910–1920)

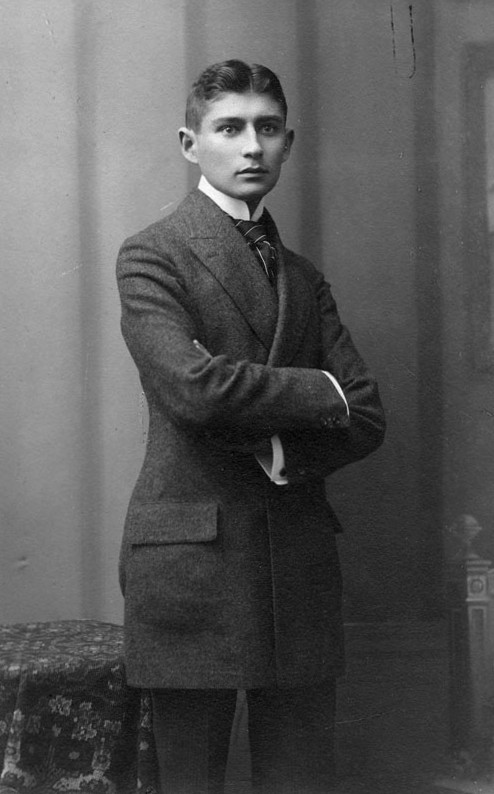
Franz Kafka

Ekspresjonizm uważany jest za ostatni wielki prąd literacki w Niemczech. Zalicza się go do awangardy.
Za początek ekspresjonistycznej liryki uważa się wiersz Koniec świata (niem. Weltende) Jakoba van Hoddisa z 1911, którego kilka wersów wydawało się nas zmieniać w innych ludzi, jak uważał Johannes Robert Becher. Świeżo upieczony lekarz Gottfried Benn (1886–1956) wywołał mały skandal swoim tomikiem poezji Morgue (Kostnica), gdyż wiersze tam umieszczone zostały napisane w formie prozy, a ich tematyką stały się motywy dotychczas nieznane poezji jak np. prosektorium, narodziny człowieka i prostytucja.
Innymi ważnymi pisarzami ekspresjonizmu byli Alfred Döblin (1878–1957), Albert Ehrenstein (1886–1950), Carl Einstein (1885–1940), Salomo Friedlaender (1871–1946), Walter Hasenclever (1890–1940), Georg Heym (1887–1912), Heinrich Eduard Jacob (1889–1967), Ludwig Rubiner (1881–1920), Else Lasker-Schüler (1869–1945), August Stramm (1874–1915), Ernst Toller (1893–1939), Georg Trakl (1887–1914) i Alfred Wolfenstein (1888–1945). Pisarzem, którego twórczość plasuje się w pobliżu ekspresjonizmu był Franz Kafka (1883–1924).

#### Nowa Rzeczowość
Po ekspresjonizmie doszły do głosu postawy realistyczne, które zostały nazwane Nową Rzeczowością (Neue Sachlichkeit). Na polu dramaturgii do głosu doszli tacy pisarze jak Ödön von Horváth (1901–1938), Bertolt Brecht (1898–1956), a także reżyser Erwin Piscator, który utworzył tzw. teatr polityczny. Z epiki należałoby wymienić Ericha Kästnera (1899–1974), Ericha Marię Remarque’a i Arnolda Zweiga.

### Czasy narodowego socjalizmu i literatury emigracyjnej
30 stycznia 1933 narodowi socjaliści pod przewodnictwem Adolfa Hitlera przejęli władzę w Rzeszy Niemieckiej. Już w tym samym roku były organizowane publiczne palenia zakazanych i niewygodnych dla reżimu książek. Niezależna literatura i krytyka literacka przestały istnieć. W przypadku Austrii wydarzenia te nastąpiły dopiero po Anschlussie w 1938 roku. Reżim domagał się literatury przesiąkniętej ideologią nacjonalistyczną tzw. Blut-und-Boden-Dichtung (literatury krwi i ziemi), jak i zabarwionej ideologicznie literatury rozrywkowej. Znanym przeciwnikom reżimu, jeśli nie udali się wcześniej na emigrację, groziła śmierć. Taki los spotkał m.in. Jakoba van Hoddisa i Carla von Ossietzky. Wielu pisarzy decydowało się na trzecie wyjście i pozostawało w kraju, mimo iż należeli do duchowej opozycji antynazistowskiej – przyjmowali oni postawę emigracji wewnętrznej. Taka decyzja oznaczała jednak milczenie, pisanie do szuflady lub tworzenie tekstów na tematy niepolityczne. Pisarzami, którzy pozostali w Rzeszy byli m.in. Gottfried Benn, Ernst Jünger, Erich Kästner, Gerhart Hauptmann, Heimito von Doderer i Wolfgang Koeppen.
Centra niemieckiej literatury emigracyjnej powstawały w wielu państwach świata, głównie w Stanach Zjednoczonych, Szwajcarii, a początkowo także we Francji. Biorąc pod uwagę dużą liczebność pisarzy, nie można mówić o jednolitej niemieckiej literaturze emigracyjnej. Do produktywnych autorów emigracyjnych zalicza się m.in. Thomasa Manna, Heinricha Manna, Bertolta Brechta, Annę Seghers, Franza Werfla, Hermanna Brocha. Inni jak np. Alfred Döblin, Heinrich Eduard Jacob lub Joseph Rath odnajdywali się z dużym trudem lub nie odnajdywali się w ogóle w nowo napotkanej rzeczywistości. Po wojnie część pisarzy pozostała za granicą, a część powróciła do kraju (np. Elias Canetti otrzymał Nagrodę Nobla jako obywatel Wielkiej Brytanii). Doświadczenia wojenne sprawiły, iż dla większości tych pisarzy kontynuacja rozwoju ścieżki twórczej sprzed wojny nie była możliwa.

### Literatura po 1945
Po zakończeniu II wojny światowej mówiono o literackim punkcie zero. Literatura zgliszcz (niem. Trümmerliteratur) opisywała zniszczony świat, jednak już wkrótce potem zaczęto kontynuować to, co zostało w tak brutalny sposób przerwane przez wojnę. W okresie tym odkryto Franza Kafkę. Grupa Wiedeńska tworzyła innowacyjne formy liryki, w Niemczech Zachodnich powstała Grupa 47, której luźno z nią związani członkowie byli motorem napędowym literatury powojennej.
Powstanie dwóch odrębnych państw niemieckich doprowadziło do wytworzenia się różnych warunków dla rozwoju literatury. W dalszej części omówione zostaną z osobna niemieckojęzyczna literatura RFN, NRD, Austrii i Szwajcarii. Nie wolno jednak przeceniać różnic między nimi: literatury te powstawały we wspólnym języku i (z wyjątkiem NRD) na wspólnym rynku wydawniczym.

#### Republika Federalna Niemiec

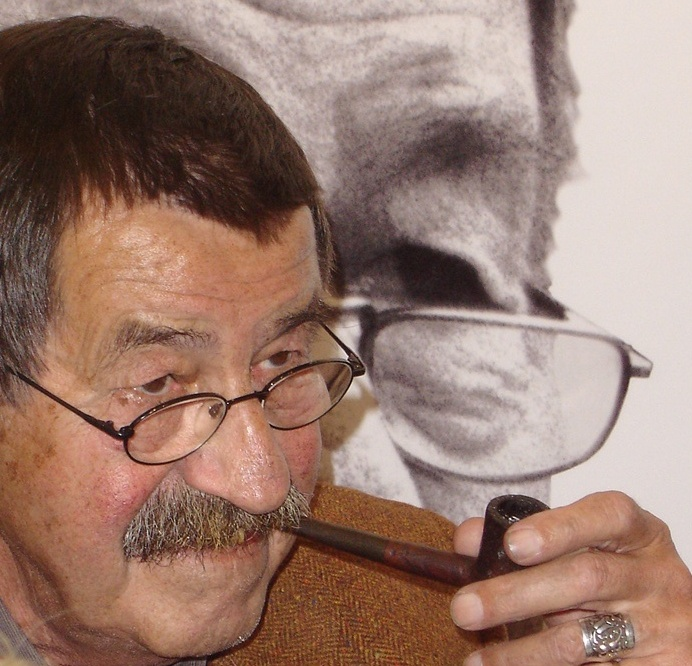
Günter Grass

Bezpośrednio po roku 1945 literatura opisywała okrucieństwa wojny i sytuację ludzi powracających do domu. Zastosowano tutaj nową formę literacką – krótkie opowiadanie. Szczególnie zasługują tutaj na wspomnienie opowiadania autorstwa Heinricha Bölla (1917–1985, Literacka Nagroda Nobla – 1972). W czasach niemieckiego cudu gospodarczego skoncentrowano się na teraźniejszości, przykładami mogą być powieści Wolfganga Koeppena (1906–1985), Siegfrieda Lenza (ur. 1926), Christiny Brückner (1921–1996) i Martina Walsera (ur. 1927). Günter Grass (1927-2015, Nagroda Nobla w dziedzinie literatury – 1999) napisał Blaszany bębenek, powieść łotrzykowską, której akcja rozgrywała się w niedawnej historii niemieckiej. Ważnym poetą tamtego czasu był Günter Eich (1907–1972), a tzw. poezja konkretna uprawiana była przez Helmuta Heißenbüttla (1921–1996).
Do autorów niedających się zaliczyć do żadnego z kierunków literackich należą Uwe Johnson (1934–1984), będący pod wpływem nouveau roman, Ror Wolf (ur. 1932) i lubiący eksperymenty literackie Arno Schmidt (1914–1979). Wolfgang Hildesheimer (1916–1991) był z kolei autorem absurdalnych dramatów.
Wojna wietnamska i burzliwe wydarzenia roku 1968 przyniosły ze sobą zaangażowane politycznie wiersze (Hans Magnus Enzensberger, ur. 1929; Erich Fried, 1921–1988) i dramat polityczny (Peter Weiss, 1916–1982; Rolf Hochhuth, ur. 1931). Tendencją zmierzającą we wprost przeciwnym kierunku była Nowa Subiektywność, literatura tematów niepolitycznych i prywatnych.
W latach 80. w literaturze niemieckiej ważną rolę odegrali dramaturg Botho Strauß (ur. 1944), Ulla Hahn (ur. 1946) i później również poeta Durs Grünbein (ur. 1962).

#### Niemiecka Republika Demokratyczna
NRD definiowała sama siebie jako „społeczeństwo literackie” (określenie pochodzi od Johannesa Roberta Bechera), które walczy z „wrogością Zachodu wobec poezji” i przeciwko zamknięciu wysokiej sztuki w getcie. Demokratyzacja miała nastąpić na płaszczyźnie produkcji, dystrybucji i recepcji. Została jednak tylko pustym sloganem, gdyż często dochodziło do prób cenzurowania i instrumentalizacji literatury przez państwo.
Reżim wspierał literaturę tworzoną na podstawie socjalistycznego realizmu, tzw. socrealizmu – plan stworzony na jego podbudowie znany jest pod nazwą Bitterfelder Weg. Autorem bliskim reżimowi był przede wszystkim Hermann Kant (ur. 1926). Johannes Bobrowski (1917–1965) był najważniejszy prozaikiem swoich czasów. W latach 70. daje się w RFN zauważyć tendencja do Nowej Subiektywności. Wielu autorów uzyskało w tym czasie pozwolenie na opuszczenie NRD – tak postąpili Wolf Biermann (ur. 1936), Sarah Kirsch (ur. 1935) i już wcześniej Uwe Johnson (1934–1984). Do ważnych autorów zalicza się ponadto: Christę Wolf (1929-2011), Heinera Müllera (1929–1995), Irmtraud Morgner (1933–1990), Stephana Hermlina (1915–1997), Stefana Heyma (1913-2001) i Jurka Beckera (1937–1997).
W NRD żądano pisarzy, którzy będą pisać o pracy, społeczeństwie. Powstał program: pisarze mieli zostać wysłani do fabryk, zakładów, po to, aby realistycznie przedstawić tematy o pracy, fabrykach i trudzie dnia codziennego. Mieli za zadanie propagować bogactwa klasy robotniczej.
Pisarze NRD: Müller, Hacks, Braun. Zajmują się problematyką związaną z polityką, bieżącymi wydarzeniami, także mitologią i opracowaniami mitów.

#### Austria
Zobacz też: Literatura austriacka
Po II wojnie światowej szczególnie Grupa Wiedeńska, skupiona wokół Gerharda Rühma (ur. 1930) i Hansa Carla Artmanna (1921–2000) oraz autorów takich jak Albert Paris Gütersloh (1887–1973) i Heimito von Doderer (1896–1966), starała się nawiązać do tradycji modernistycznej zniszczonej przez austriacki faszyzm i późniejszy reżim nazistowski. Gra słowem była ulubionym zabiegiem stosowanym przez pisarzy Austrii. Szczególne upodobanie znajdowali w niej m.in. Ernst Jandl (1925-2000) i Franzobel (ur. 1967). Ważnymi poetkami były Friederike Mayröcker (ur. 1924) i Christine Lavant (1915–1973).
Poeta Paul Celan żył pod koniec lat 40. przez rok Wiedniu, po czym przeprowadził się do Paryża. Erich Fried wyemigrował do Wielkiej Brytanii.
Okresem rozkwitu literatury austriackiej były lata 60. i lata 70., kiedy to obraz literatury austriackiej w zdecydowany sposób zmienili tacy autorzy jak Peter Handke (ur. 1942), Ingeborg Bachmann (1926–1973) i Thomas Bernhard (1931–1989). W tę tradycję wpisywali się również współcześni pisarze austriaccy jak np. Norbert Gstrein (ur. 1961), Elfriede Jelinek (ur. 1946), O. P. Zier (ur. 1954), Sabine Gruber (ur. 1963) i Ruth Aspöck (ur. 1947).

#### Szwajcaria
Inaczej niż w Niemczech lub Austrii rok 1945 nie oznaczał zasadniczej zmiany w literaturze szwajcarskiej. Do najważniejszych szwajcarskich pisarzy zalicza się Maxa Frischa (1911–1991) i Friedricha Dürrenmatta (1921–1990). Obaj są autorami powieści i dramatów. Frisch był raczej intelektualistą, a styl pisarski Dürrenmatta można określić jako puentowo-makabryczny. Innymi wartymi wspomnienia szwajcarskimi autorami, pozostającymi jednak wiecznie w cieniu dwóch wymienionych, są Adolf Muschg (ur. 1934), Peter Bichsel (ur. 1935), Urs Widmer (1938). Najważniejszym stowarzyszeniem literackim Szwajcarii była istniejąca do 2002 roku Grupa Olten.

### Współczesna literatura niemiecka
Aktualnymi, ale częściowo również przemijającymi tendencjami w literaturze niemieckiej są tzw. „Fräuleinwunder”, literatura popularna i wysyp debiutantów. Zjawiska te są m.in. sterowane przez rynek wydawniczy, który od 1945 rozrósł się tak bardzo, że już od lat 90. utrudniał dostrzeżenie naprawdę dobrej literatury.
Współczesnej literaturze niemieckiej zarzuca się często polityczną obojętność, jak i krążenie wokół tematów autobiograficznych związanych z dzieciństwem autora.
Kontrapunktem jest nagrodzenie Elfriede Jelinek, pisarki tworzącej literaturę politycznie zaangażowaną i literaturę feministyczną, Nagrodą Nobla w dziedzinie literatury.
Już nie najmłodszym fenomenem współczesnej literatury niemieckiej jest postmodernizm (głównie powieści postmodernistyczne) występujący na południowych obszarach niemieckojęzycznych, a zwłaszcza w Austrii. Pisarzami godnymi wspomnienia są tutaj Oswald Wiener (ur. 1935), Hans Wollschläger (1935-2007), Christoph Ransmayr (ur. 1954), Marlene Streeruwitz (ur. 1950) oraz Maurizio Poggio (ur. 1947).
Najbardziej znanym aktualnie niemieckim pisarzem science-fiction jest Andreas Eschbach (ur. 1959), który zdobył uznanie dzięki książce Das Jesus Video (Video z Jezusem) i Eine Billion Dollar (Bilion dolarów).
Renomowanym autorem powieści kryminalnych jest Peter Schmidt (ur. 1944) ze swoimi wielokrotnie wyróżnianymi dreszczowcami polityczno-szpiegowskimi (Mehnerts Fall, 1981; Erfindergeist, 1985 i Schafspelz 1991), jak i dreszczowcami psychologiczno-naukowymi (Harris, 1995; EMP-Effekt 1986), przede wszystkim jednak z komediami kryminalnymi (Linders Liste, 1988; Roulette, 1992; Schwarzer Freitag, 1993).
Do znanych autorów literatury popularnej należą m.in. Christian Kracht (ur. 1966), Benjamin von Stuckrad-Barre (ur. 1975) i Rainald Goetz (ur. 1954).

## Niemieckojęzyczni laureaci Nagrody Nobla
Jeśli pogrupuje się laureatów Literackiej Nagrody Nobla według języków, to język niemiecki będzie trzecią co do liczebności grupą (po angielskim i francuskim – odpowiednio 27 i 13 noblistów). W rankingu według państw pochodzenia noblistów Niemcy zajmują czwarte miejsce, a Austria osiemnaste.
- 1902 – Theodor Mommsen (Niemcy)
- 1908 – Rudolf Eucken (Niemcy)
- 1910 – Paul Heyse (Niemcy)
- 1912 – Gerhart Hauptmann (Niemcy)
- 1919 – Carl Spitteler (Szwajcaria)
- 1929 – Thomas Mann (Niemcy)
- 1946 – Hermann Hesse (Szwajcaria/Niemcy)
- 1966 – Nelly Sachs (Niemcy)
- 1972 – Heinrich Böll (Niemcy)
- 1981 – Elias Canetti (Wielka Brytania)
- 1999 – Günter Grass (Niemcy)
- 2004 – Elfriede Jelinek (Austria)
- 2009 – Herta Müller (Niemcy)
- 2019 – Peter Handke (Austria)

## Opracowania

### Pozycje główne
- Deutsche Literaturgeschichte. Von den Anfängen bis zur Gegenwart Stuttgart, Weimar 1994.
- Joachim Bark, Dietrich Steinbach, Hildegard Wittenberg (Hrsg.), Geschichte der deutschen Literatur. Bd. 1.-6 (Aufklärung-Gegenwart) Stuttgart 1991.
- Edyta Połczyńska, Cecylia Załubska, Bibliografia przekładów z literatury niemieckiej na język polski 1800–1990 T. 1-3, 1945–1990, Wydawnictwo Naukowe UAM, Poznań 1995–1999
- Kurt Rothmann, Kleine Geschichte der deutschen Literatur Stuttgart 1997.
- Horst Dieter Schlosser, dtv-Atlas zur deutschen Literatur. Tafeln und Texte. München 1996.
- Wilhelm Szewczyk, Literatura niemiecka w XX wieku, Wydawnictwo Śląsk Katowice 1964
- Marian Szyrocki, Dzieje literatury niemieckiej: podręcznik, Państwowe Wydawnictwo Naukowe, Warszawa 1969
- Marian Szyrocki, Historia literatury niemieckiej Zakład Narodowy im. Ossolińskich, 1971

### Pozycje uzupełniające
- Ewa Bieńkowska, W poszukiwaniu królestwa człowieka: utopia sztuki od Kanta do Tomasza Manna, „Czytelnik”, Warszawa 1981
- Marcin Cieński, Formacja oświeceniowa w literaturze Polski i Niemiec, „Wiedza o Kulturze”, Wrocław 1992
- Mirosława Czarnecka, Wieszczki: rekonstrukcja kobiecej genealogii w historii niemieckiej literatury kobiecej od połowy XIX do końca XX wieku, Wydawnictwo Uniwersytetu Wrocławskiego, Wrocław 2004.
- Norbert Honsza, Kształt i struktura: literatura NRF, Austrii i Szwajcarii po roku 1945, „Śląsk”, Katowice 1975
- Norbert Honsza, Zbigniew Światłowski, Bernard Wengerek, Profile współczesności: literatura NRD, Wydawnictwo „Śląsk”, Katowice 1979
- Norbert Honsza, Bernard Wengerek, Oblicza kompromisu: literatura i kultura RFN [Republiki Federalnej Niemiec] lat siedemdziesiątych, Wydawnictwo „Śląsk”, Katowice 1981
- Andrzej Kopacki, Spod oka: eseje o literaturze niemieckiej i nie tylko, Wydawnictwo Polsko-Niemieckie, Warszawa 2002
- Krzysztof A. Kuczyński, Literatura Republiki Federalnej Niemiec w Polsce: [rozprawa habilitacyjna], Uniwersytet Łódzki, Łódź 1981
- Krzysztof A. Kuczyński, Ludzie i książki: z polsko-niemiecko-austriackiego pogranicza kulturowego XX wieku, Wyższa Szkoła Pedagogiczna im. Jana Kochanowskiego w Kielcach. Wydział Zamiejscowy w Piotrkowie Trybunalskim, Wydawnictwo WSP, Piotrków Trybunalski 1995
- Krzysztof A. Kuczyński, Między Renem a Wisłą: studia i szkice o niemiecko-polskich powinowactwach kulturalnych, „Atut” – Wrocławskie Wydawnictwo Oświatowe, Wrocław 2002
- Jerzy Łukosz, Imperia i prowincje: o literaturze niemieckojęzycznej i polskiej w dwudziestym wieku, Wydawnictwo „Atut”, Wrocław 2000
- Jerzy Łukosz, Oko cyklonu: dialog dzieł literackich: Austria – Niemcy – Szwajcaria, Wrocławskie Wydawnictwo Oświatowe, Wrocław 1999
- Jerzy Łukosz, Pasje i kantyleny: szkice o literaturze niemieckojęzycznej, Wydawnictwo Poznańskie, Poznań 2005
- Piotr Obrączka, Literatura niemiecka w czasopismach polskich końca XIX w. (1887–1900), WSP, Opole 1983
- Hubert Orłowski, Literatura w III Rzeszy, Wydawnictwo Poznańskie, Poznań 1979
- Hubert Orłowski, Za górami, za lasami...: o niemieckiej literaturze Prus Wschodnich 1863–1945, Wspólnota Kulturowa „Borussia”, Olsztyn 2003
- Hubert Orłowski, Zrozumieć świat: szkice o literaturze i kulturze niemieckiej XX wieku, „Atut” – Wrocławskie Wydawnictwo Oświatowe, Wrocław 2003
- Pisarze niemieckojęzyczni XX wieku. Leksykon encyklopedyczny PWN pod red. Marka Zybury. Warszawa – Wrocław: Wydawnictwo Naukowe PWN, 1996. ISBN 83-01-11995-0.
- Aleksander Rogalski, Przedziwny świat: szkice z dziejów literatury niemieckiej, Wydawnictwo Poznańskie, Poznań 1984
- Aleksander Rogalski, Warunki rozwojowe dzisiejszej literatury niemieckiej ; Problemy i tendencja dzisiejszej literatury zachodnioniemieckiej, Instytut Zachodni, Poznań 1958
- Marian Szyrocki, Norbert Honsza, Szkice z literatury niemieckiej XX wieku, Wydawnictwa Uniwersytetu Wrocławskiego, Wrocław 1978
- Zbigniew Światłowski (red.) Z problemów rozwoju literatury NRD [Niemieckiej Republiki Demokratycznej] w latach siedemdziesiątych, Wydawnictwo Wyższej Szkoły Pedagogicznej, Rzeszów 1988